# Orthonevra recurrens
Orthonevra recurrens är en tvåvingeart som först beskrevs av Friedrich Hermann Loew 1871.  Orthonevra recurrens ingår i släktet glansblomflugor, och familjen blomflugor. Inga underarter finns listade i Catalogue of Life.